# Rozsdagombák
A rozsdagombák (Urediniomycetes) a bazídiumos gombák törzsébe tartozó, közel 5000 obligát növényparazita fajt magába foglaló osztály, amely mintegy 100 nemzetségre tagolódik. Fajai elsősorban harasztokon, tűlevelűeken vagy zárvatermőkön élősködnek. Az evolúció során nagyon korán kialakult gombacsoport, hiszen már a karbon kortól ismertek fosszíliáik (ősi harasztokon találták meg őket először).

## Jellemzőik
Sok különleges tulajdonságuk azzal magyarázható, hogy gazdanövényeik életmódjához, életciklusához erősen alkalmazkodtak. Hifáik harántfalán nem alakul ki dolipórus, csupán egyszerű pórusaik vannak. Termőtestet nem fejlesztenek. Életciklusuk során többféle spóraalakot képeznek. Sokuk fejlődésmenete során gazdacsere és ahhoz kapcsolódó magfázisváltás figyelhető meg. Egyedfejlődésük valamennyi rájuk jellemző spóraalakot kifejlesztő formáját makrociklikus fejlődésmenetnek nevezzük. Ha azonban egyik-másik spóraalak kialakulása elmarad (ez gyakran megtörténik szélsőséges környezeti viszonyok között, például magas hegységekben élő fajokon), mikrociklikus a fejlődésmenet. A mikrociklikus fejlődésmenetű fajokat fejlődéstörténetileg fiatalabbaknak tekintjük, mint a teljes fejlődésmenetűeket. Minden faj vegetatív telepének fonalvégein teleutospórák vagy teliospórák  képződnek. Áttelelés után bennük következik be a kariogámia, majd azonnal a meiotikus sejtosztódás. Ezt követően többnyire egyetlen, de legföljebb néhány sejtből álló fonal hajt ki belőlük, amit metabazídiumnak vagy promicéliumnak nevezünk (az utóbbi név megtévesztő, hiszen a micéliumot fonalak sokasága alkotja). Ennek csúcsán differenciálódik az általában négysejtű bazídium, amelynek minden sejtjéből egy vagy több bazídiospóra fűződik le. A gazdacserével fejlődő fajok magpáros és diploid életszakasza a fő gazdán, haploid életszakasza pedig az ún. köztigazdán megy végbe. A gazdanövény és a köztigazda között általában nincs rokoni kapcsolat. A gabonák feketerozsdájának (Puccinia graminis) különböző pázsitfüvek a gazdanövényei, a borbolya (Berberis vulgaris) pedig a köztigazdája. A borsórozsda (Uromyces pisi) köztigazdája a farkaskutyatej (Euphorbia cyparissias). A fertőzött kutyatej hajtása nyúlánk, halovány színű és csökevényes levelű lesz. A levezetettebb rozsdagombák egygazdásak (autöcikusak). Autöcikus például a rózsa-rozsda (Phragmidium mucronatum).